# Vlade Divac
Vlade Divac (em sérvio:  Владе Дивац,  (Prijepolje, 3 de Fevereiro de 1968) é um ex-basquetebolista e atualmente dirigente esportivo.
Divac passou a maior parte de sua carreira na NBA. Com 2,16 de altura, atuava na posição Pivô e foi bastante famoso por suas infiltrações. Divac fez parte do primeiro grupo de europeus que se transferiram no final da Década de 1980 para a NBA. Em 2008 foi homenageado entre Os 50 Maiores Contribuintes da Euroliga. Divac é um dos seis jogadores na história da NBA a alcançar 13.000 pontos, 9.000 rebotes, 3.000 assistências e 1.500 bloqueios, juntamente com Kareem Abdul-Jabbar, Tim Duncan, Shaquille O'Neal, Kevin Garnett e Hakeem Olajuwon. Divac foi também o primeiro nascido e treinado fora dos Estados Unidos a jogar mais de 1.000 jogos na NBA. Em 20 de Agosto de 2010, foi introduzido ao FIBA Hall of Fame em reconhecimento à sua contribuição ao basquete mundial.

## Carreira como jogador
Divac começou a jogar de basquete em sua cidade natal Prijepolje atuando pelo time do KK Elan. Sua carreira profissional na Jugoslávia foi iniciada no Sloga de Kraljevo, e logo em jogo contra o Estrela Vermelha de Belgrado anotou 27 pontos. No verão de 1986, foi a maior transferência da temporada , assinando com o Partizan de Belgrado por DM$ 14.000.
Durante o mesmo ano, com apenas 18 anos, debutou na Seleção Jugoslava no Mundial de 86 em Madrid com convite do então treinador Krešimir Ćosić. No entanto, sua estréia foi estragada nas semi-finais contra a Seleção Soviética. 45 segundos antes do final da partida, os Jugoslavos venciam com confortáveis nove pontos de vantagem, porém os Soviéticos encestaram duas bolas de três pontos diminuindo a diferença para apenas três pontos. Os Jugoslavos optaram por deixar o tempo passar enquanto trocavam passes na lateral, mas com catorze segundos faltando, Divac cometeu "Dois Dribles", passando a posse de bola para os Soviéticos que rapidamente empataram com outra bola de três pontos. Na prorrogação, os Soviéticos facilmente prevaleceram contra os abatidos Jugoslavos que tiveram que se contentar com a Medalha de Bronze.
No próximo ano, Divac participou da campanha que levou a Jugoslávia até a Medalha de Ouro no Mundial Junior da FIBA em Bormio, Itália. Este evento serviu para o mundo vislumbrasse esta promissora e jovem geração de basquetebolistas jugoslavos, onde também estrelaram Dino Rađa e Toni Kukoč, que foi uma das melhores da história. Antes da Desintegração da Iugoslávia ainda venceram o Eurobasket de 1989 e 1991 e o Mundial de 1990 na Argentina, onde foram liderados por Dražen Petrović, e no Eurobasket de 1991 contavam com Aleksandar Đorđević como armador.
Em 1987 com Divac, Đorđević, Paspalj, Obradović e Duško Vujošević no leme, o Partizan teve o "time dos sonhos", quando venceram a liga Jugoslava, mas não conseguiram ir para a Grande Final da Euroliga contra o Olimpia Milão de Mike D'antoni, pois perderam nas semifinais para o Maccabi Tel Aviv no Final Four de 1988 em Gante na Belgica. Jugoplastika with Rađa and Kukoč was a stronger team in the subsequent three years, reigning both in Yugoslavia and in Europe.
Divac tinha estilo incomum para um pivô do seu tempo: Apesar da estatura, ele possuía boa mobilidade, bom controle de bola e era muito bom arremessador a distância. Sua "marca registrada" incluía tiros de média distância e movimentação no garrafão. Em apenas quatro temporadas atuando na Europa, ele se tornou o segundo homem alto mais procurado, perdendo apenas para Arvydas Sabonis.

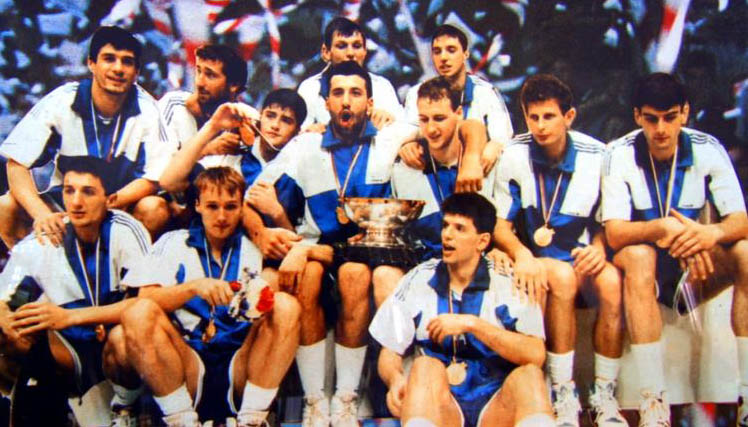
Divac e Seleção Jugoslava de Basquetebol, 1990.

Quando a Seleção Jugoslava conquistou a Medalha de Ouro no Mundial de 1990, alguns fãs correram até a quadra, um deles comemorava com uma bandeira da Croácia, uma das seis repúblicas que formavam a Jugoslávia. Divac afirma que disse ao torcedor que este não deveria estar comemorando com bandeira croata, pois esta era uma vitória de toda a Jugoslávia. O homem fez um comentário depreciativo sobre a sobre a Jugoslávia e Vlade Divac tomou a bandeira das mãos dele. Isto aconteceu em meio ao intenso orgulho nacionalista forçava a divisão da Jugoslávia, causando iminente guerra. O fato transformou instantaneamente Divac em herói para os servios e um vilão para os croatas. Divac se defendeu afirmando que havia censurado o gesto do torcedor e que faria a mesma coisa se a bandeira fosse sérvia nas mãos de um sérvio.
Esta ação, durante a Guerra Civil Iugoslava separou Divad de vários amigos croatas, particularmente Dražen Petrović, O qual considerava seu melhor amigo. Quando a Jugoslávia venceu o Eurobasket em 1995, e a Croácia conquistou a Medalha de Bronze, Croácia, ainda em guerra com a Sérvia não subiu no pódio na cerimônia de premiação. As duas equipes não se enfrentaram durante a competição.

### NBA

#### Los Angeles Lakers
Foi escolhido no Draft da NBA em 1989 pelo Los Angeles Lakers. Ele foi o primeiro jogador europeu que causou impacto na NBA. Sob a tutoria de Kareem Abdul-Jabbar e Magic Johnson, ele incrementou sua forma de jogar se adaptando ao modo de jogo americano.  Ele não falava inglês, mesmo assim se tornou popular entre seus colegas de time e do público por causa de seu charme e jovialidade. Na temporada 1989/1990 foi escolhido para o "Time dos Novatos" no All Star Weekend.
Divac ganhou reputação de simular contatos no garrafão, com propósito de conseguir que o árbitro marcasse falta contra o time que ele enfrentava. O veterano da NBA P. J. Brown afirmou que Divac era o melhor simulador da história. Divac admitiu que recorria a esta prática sempre que se sentia desprivilegiado pela arbitragem e deixava de marcar faltas que lhe faziam. Ian Thomsen, colunista do Sports Illustrated, agrupou Divac com outros atletas consagrados como Anderson Varejão e Manu Ginóbili que também eram famosos em simular, exagerando o contato na quadra, quase como os mergulhos no futebol

#### Charlotte Hornets
Divac foi negociado com o Charlotte Hornets pelos direitos de draft de Kobe Bryant em 1996 e ficou duas temporadas defedendo o time de Charlotte. Durante o período de "lockout da NBA temporada 1998/99" em Janeiro de 1999. ele atuou em dois jogos pelo arqui-rival do Partizan, o Estrela Vermelha de Belgrado durante a temporada 1998-99 da Euroliga

#### Sacramento Kings
Em assinou como free agent com o Sacramento Kings onde jogou por seis temporadas ao lado de seu compatriota Peja Stojaković. Uniram-se a Stojaković, Chris Webber e Mike Bibby; Divac revitalizou a franquia Sacramento Kings. Os Kings tornaram-se frequentes em playoffs e chegaram a ser considerados favoritos ao título da Liga, liderando a Liga em vitórias na Temporada 2001-02. No entanto, não foi suficiente para eliminar os Lakers em controversa Final de Conferencia que chegou ao sétimo jogo.

#### Aposentadoria
Vlade Divac teve a camisa número 21 aposentada pelo Sacramento Kings em cerimonia em 31 de Março de 2009.  Em 16 temporadas atuando na NBA, estima-se que Divac recebeu em torno de U$ 93.000.000 (noventa e três milhos de dólares americanos) em salário.

## Prêmios na carreira

### Partizan de Belgrado
- Vencedor da Liga Iugoslava em 1987
- Final-four da Euroliga 1988
- Campeão da Copa da Jugoslávia de 1989
- Campeão da Copa Korać em 1989

### Seleção Juguslava
- Conquistou a medalha de ouro com a Jugoslávia no Europeu Sub-18 em Rousse, Bulgária em 1985.
- Conquistou a medalha de ouro com a Jugoslávia no Europeu Sub-21 em Gmunden, Áustria em 1986.
- Conquistou a medalha de ouro com a Jugoslávia no Mundial Sub-21 em Bormio, Itália, vencendo a Seleção dos Estados Unidos duas vezes no torneio.
- Conquistou a medalha de prata nos Jogos Olímpicos de Seul em 1988 pela RSF da Jugoslávia e nos Jogos Olímpicos de Atlanta em 1996 pela Sérvia e Montenegro.
- Conquistou a medalha de ouro com a RSF da Jugoslávia nos Mundial da Argentina em 1990 e com a Sérvia e Montenegro o Mundial dos Estados Unidos em 2002.
- Conquistou a medalha de ouro no Eurobasket em Zagreb em 1989 e em Roma em 1991 com a RSF da Jugoslávia e em Atenas em 1995 com a  Sérvia e Montenegro.

### NBA
- Nomeado para o "Time dos Novatos" (NBA All-Rookie First Team) com médias de 8,5 pontos e 6,2 rebotes por jogo pelos Lakers
- Sua performance nos playoffs finais' da NBA contra Chicago Bulls em 1991 foi de 12,1 pontos, 7,5 rebotes e 2,4 assistência por jogo. Divac participou de 121 jogos de Playoffs da NBA em sua carreira
- É quarto melhor jogador da franquia Los Angeles Lakers no quesito bloqueios com 830.
- Foi o 2º melhor jogador dos Kings na temporada 1998/99 com médias de 14,3 ppj, 10 rpj, 4,3 apj e 1,2 bpj.
- Foi o 12º da NBA na temporada 1999/00 na porcentagem de acertos (field-goal) (.503).
- Foi escolhido para jogar o NBA All-Star Game em 2001, quando defendia o Sacramento Kings.
- Um dos dois únicos basquetebolistas nascidos e treinados na Europa a jogar mais de 1000 jogos na Liga. O outro é o alemão Dirk Nowitzki.
- Um dos quatro únicos jogadores nascidos e treinados na Europa que tiveram "camisas aposentadas" em seu clube na NBA, os outros três são: o sérvio Peja Stojaković, o croata Dražen Petrović e o lituano Zydrunas Ilgauskas.

## Carreira administrativa
Durante sua carreira e principalmente com o término desta, Divac focou em três campos fora das quadras: trabalho humanitário, dirigente esportivo e investidor.

### Partizan de Belgrado
No final dos anos 2000, posterior à queda de Slobodan Milošević, Divac e seu antigo companheiro de time Predrag Danilović aceitaram o desafio de dirigir seu antigo clube o Partizan de Belgrado, incentivado pelo presidente de ocasião do clube Ivica Dačić, que estava sendo marginalizado politicamente devido sua ligação com Milošević, foi forçado deixar a presidência do alvi-negro de Belgrado. Dacic via que várias empresas estatais e instituições da comunidade estava sendo assumidas de maneira duvidosa no vácuo do poder deixado após a queda do Chefe do Governo Sérvio, temendo que o mesmo ocorresse com o Partizan, viu como prudente trazer os dois ex-atletas do clube que tinham grande renome. Divac assumiu a presidência do clube com Danilović como vice-presidente na chapa eleita. Recentemente aposentado, Danilović foi quem a princípio cuidou da operações do dia-a-dia do clube, enquanto que nesta época, Divac ainda mantinha contrato com o Sacramento Kings. No verão de 2001, decidiram por trazer o antigo mentor, Duško Vujošević para ser o treinador da equipe.

### LA Lakers
Entre 2005 e 2006, Divac teve a função de "Caça Talentos" na Europa.

### Real Madrid
Em Junho de 2005, através de sua amizade com Predrag Mijatović, Divac esteve ligado com a candidatura de Ramón Calderón como presidente do Real Madrid. Quando Calderón venceu as eleições em 2 de Julho de 2006, Divac foi apresentado como chefe de operações do Real Madrid Baloncesto secção basquetebol do clube.
No entanto, a função de Divac era puramente simbólica e este mesmo declarou ao semanário croata Globus: "Eu literalmente não faço nada e apenas sirvo para a "Real Imagem" do clube. Eu apenas aceitei este trabalho por causa do Mijatović, que atualmente é diretor de futebol do Real."

### Comitê Olímpico da Sérvia
Em Fevereiro de 2009, Divac disputou a presidência do Comitê Olímpico da Sérvia contra o então presidente Ivan Ćurković. Ele venceu a disputa após Ćurković desistir das eleições.
Em Dezembro de 2014, Kosovo foi aceito como membro pleno do Comitê Olímpico Internacional. Divac e o Comitê Olímpico Sérvio foram duramente criticados pelo Partido Democrático da Sérvia, por falharem na oposição na aceitação do Kosovo. Divac afirmou que também não estava feliz com a decisão do COI, mas que já estava feito e que aceitaria dentro do "interesse dos atletas".

## Investimentos
Divac tem se envolvido em vários empreendimentos fora do mundo do basquete enquanto ainda estava jogando na NBA e ainda mais após a aposentadoria. Divac possui investimentos no setor de gastronomia sendo sócio de um restaurante em Sacramento, Califórnia. No entanto, suas tentativas de fazer maiores investimentos na Sérvia falharam por várias razões.
O caso mais notável foi um negócio de risco-OPA altamente divulgado do rentável produtor de bebidas Knjaz Miloš . A empresa de Divac "Apurna", em uma joint venture com a gigante francesa de produtos lácteos Danone , ostensivamente propôs a melhor proposta, mas a transferência foi abortada pela Comissão de Valores Mobiliários da Sérvia, porque alegou-se que a Danone/Apurna havia  oferecido dinheiro extra para os pequenos acionistas. Em lance semelhante, Divac e Danone, eventualmente, retirou-se e foi para a venda FPP Balkan Ltd. , um fundo de privatização das Ilhas Cayman . Todo o assunto ficou confuso e causou grande atrito dentro do governo sérvio , uma grande especulação sobre a corrupção, a demissão do chefe da Comissão de Valores Mobiliários, e até mesmo uma investigação policial.
Outro caso semelhante, embora de menor repercussão, foi na ocasião em que Divac tentou assumir a Večernje novosti , um jornal diário de larga circulação na Sérvia. Ele fez um acordo com os acionistas minoritários para assumir a empresa, por meio de registro de uma nova empresa com economia mista, o que aumentaria o capital social. No entanto, o governo sérvio interveio e interrompeu o que deveria ter sido um mero movimento técnico. Embora a tentativa de aquisição foi um "backdoor" um fato, eram casos legais e similares já tinham acontecido. O governo ostensivamente temia a falta de controle sobre o influente diário. Mesmo através do Supremo Tribunal da Sérvia , eventualmente, decidiu em favor de Divac, ele retirou-se da competição, citando "conselho de amigo" por pessoas não identificadas.  Amargurado, ele decidiu parar suas tentativas para investir na Sérvia: "Tudo isso é feio e eu estou muito chateado ... Eu percebi que não há lugar para mim na Sérvia e meus amigos podem me encontrar em Madrid a partir de agora ... Na Sérvia, algumas regras diferentes estão em vigor, e eu não posso concebê-las ".
No entanto, isso acabou por não ser verdade, pois em 2007 Divac foi anunciado como proprietário de 100% da Voda Voda, uma água mineral de marca anteriormente detida pelo empresário Vojin Đorđević . Essa operação também foi seguido por um rebuliço de controvérsia, como Đorđević acusou publicamente Divac do engano, afirmando que ele quebrou um acordo de cavalheiros que tinham, e questionando a validade do contrato que Divac apresentado à Agencia Sérvia de Registros Comerciais. As circunstâncias que cercam o negócio (em Novembro de 2007) ainda não são claras: Divac afirma que ele realmente emprestou algum dinheiro para a empresa de  Đorđević, Si & Si, que estava em dificuldades financeiras e que depois de Đorđević não cumpriu sua parte do acordo, passou a utilizar o contrato assinado corretamente por Đorđević, reclamando assim a propriedade da empresa.

## Trabalho humanitário

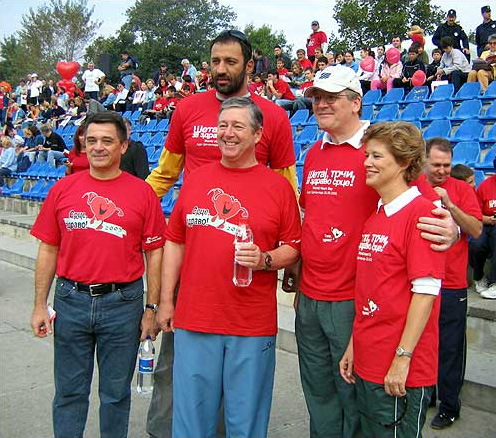
Vlade Divac (atrás, no centro) ao lado do Príncipe Alexandre II da Sérvia em 2005, em evento do Dia Mundial do Coração

Divac tem se engajado em trabalhos humanitários, com foco nas crianças carentes pelo mundo e os refugiados de guerra em seu país. Juntamente com outros seis sérvio antigos companheiros de basquete, Divac estabeleceu o "Grupo dos Sete", mais tarde renomeado para "Fundação Divac para as crianças" ("Divac's Children Foundation"), e também com trabalhos na Caridade Internacional da Igreja Ortodoxa, ajudando a angariar em torno de U$ 500.000 para assistência humanitária na Sérvia desde 2007. A Fundação de Divac, que é presidida por sua esposa Snežana, angariou mais de U$  2.500.000 para assistência humanitária entes os anos de 1998–2007.
No Final de 2007 Divac fundou uma ONG chamada "Você Pode Também" (inglês "You Can Too") ((sérvio): Можеш и ти/Možeš i ti), empenhados em auxiliar os refugiados de guerra na Sérvia. Os refugiados da Guerra Civil Iugoslava chegaram a um total de 500.000, tornando a nação balcânica que mais tem problemas com refugiados de guerra em toda a Europa.  Ainda hoje 7.800 pessoas ainda vivem em abrigos coletivos em condições de pobreza, a organização tem como premissa comprar casas abandonadas para finalmente poder acomodar em melhores condições estes desabrigados.
Entre 21 e 23 de Setembro de 2007, Divac organizou sua despedida oficial do basquetebol em sua sua cidade Prijepolje e Belgrado, simultaneamente promovendo a campanha "Você pode também" com o espetáculo culminando em público de 10.000 em frente a Assembléia Nacional da Sérvia.

## Na cultura popular
Em meados dos Anos 90, a música "Vlade Divac" da banda belgradina, Deca Loših Muzičara, homenageava o pivô que acabara de se transferir para os Lakers. A música foi considerada um grande hit na época e foi tocada pela banda na despedida de Divac em Belgrado no ano de 2007.
Durante os anos em que jogou pelos Lakers, Divac obteve grande popularidade e potencial de marketing, somados a sua personalidade divertida e bem humorada, por várias vezes foi convidado para participar de programas de TV de Los Angeles como The Arsenio Hall Show e The Tonight Show with Jay Leno. Em 1990, ele estrelou campanha publicitária com seus colegas de time A. C. Green e Mychal Thompson para a Schick, marca de lâminas de barbear. Ele também teve aparição na série de comédia Casado... com uma criança inglês Married... with Children e Treinador inglês Coach, e também participação no Good Sports. Foi também coadjuvante em filmes com temática baseada no basquete como  Eddie, Space Jam e Juwanna Mann. Mais tarde em sua carreira, ele apareceu no Larry King Live em 1999 e The Late Late Show em 2002.
Na Sérvia, durante toda sua carreira, Divac regularmente estrelava comerciais desde marcas de cerveja como a Atlas Beer até a Societe Generale Bank planos de crédito hipotecário. Fez aparição também em comercial de TV nos Estados Unidos ao lado do astro aposentado da NBA Darryl Dawkins para o Taco Bell.
Divac foi convidado especiap no Eurovision 2008. Ele arremessou a bola para o público, iniciando a votação.
Divac apresentou o documentário na ESPN 30 for 30, Once Brothers, onde discutiu sobre os feitos da Seleção Jugoslava no final dos Anos 80 e inicio dos Anos 90, a Guerra Civil Iugoslava e como a guerra rasgou a Iugoslávia e interrompeu amizades antigas, especialmente com o croata Dražen Petrović.
Divac apareceu no filme documentário de Boris Malagurski The Weight of Chains, falando sobre o bombardeio da OTAN em 1999 na Iugoslávia.